# Nikolaj Mikhailovitj av Ryssland
Nikolaj Mikhailovitj av Ryssland, född 1859, död 1919, var en rysk storfurste. Han var son till Mikael Nikolajevitj av Ryssland och kusin till tsar Alexander III av Ryssland. Han arresterades under ryska revolutionen och sköts i Peter-Paulfästningen. 
Han arresterades under ryska revolutionen och sköts i Peter-Paulfästningen tillsammans med Georg Mikhailovitj av Ryssland, Pavel Aleksandrovitj av Ryssland och Dmitrij Konstantinovitj av Ryssland i januari 1919. De dömdes till att avrättas av tjekan som respons på avrättningen av kommunisterna Karl Liebknecht och Rosa Luxemburg i Tyskland. 

## Utmärkelser
- Riddare av Sankt Alexander Nevskij-orden
- Oldenburgska Hus- och förtjänstorden
- Hessiska Filip den ädelmodiges orden
- Vendiska kronans husorden
- Württembergska kronorden
- Badiska husorden Fidelitas
- Kungliga Serafimerorden
- Elefantorden
- Danilo I:s orden
- Frälsarens orden
- Huset Bukharas orden
- Pour le Mérite
- Sankt Vladimirs orden, första klassen
- Sankt Stanislausorden, första klassen
- Vita örnens orden
- Sankt Annas orden, första klass
- Guldsabel "för tapperhet"
- Sankt Vladimirs orden, fjärde klassen
- Rumänska Stjärnans orden
- Sankt Vladimirs orden, tredje klass
- Georgsorden, fjärde klass
- Andreasorden
- Riddare av Hederslegionen

[Redigera Wikidata]